# Puente el Arenal
Puente el Arenal är en ort i Mexiko.   Den ligger i kommunen Coatlán del Río och delstaten Morelos, i den sydöstra delen av landet, 90 km söder om huvudstaden Mexico City. Puente el Arenal ligger 1 148 meter över havet och antalet invånare är 135.
Terrängen runt Puente el Arenal är huvudsakligen kuperad, men den allra närmaste omgivningen är platt. Runt Puente el Arenal är det ganska tätbefolkat, med 108 invånare per kvadratkilometer. Närmaste större samhälle är Puente de Ixtla, 19,0 km sydost om Puente el Arenal. I omgivningarna runt Puente el Arenal växer huvudsakligen savannskog.